# Prémio Adelaide Ristori
O Prémio Adelaide Ristori é um prémio literário atribuído a escritores, em homenagem à atriz italiana Adelaide Ristori.
Este prémio foi instituído no ano de 1999.